# Gymnelia stuarti
Gymnelia stuarti är en fjärilsart som beskrevs av Rothschild 1911. Gymnelia stuarti ingår i släktet Gymnelia och familjen björnspinnare. Inga underarter finns listade i Catalogue of Life.